# Pelagia van Antiochië

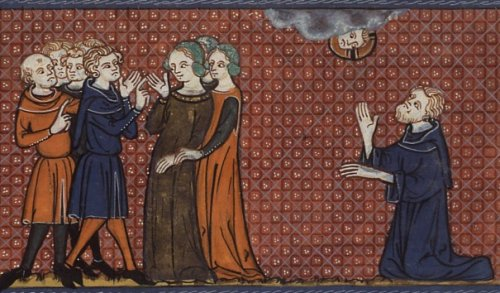
Pelagia links in het blauw.

De heilige Pelagia van Antiochië, ook Pelagia de Boetvaardige, de Baardloze Kluizenaar en  Marina,  (Antiochië-Jeruzalem, 457)  was een actrice en danseres in het 5e-eeuwse Antiochië. Daarbij moet men bedenken dat dat alle twee beroepen waren die in die tijd dicht tegen de "chique" prostitutie aanlagen. Ze bekeerde zich plotseling toen ze diep geroerd werd door een preek van de heilige Nonnatus van Edessa. Ze schonk al haar bezittingen weg en ging op bedevaart naar Jeruzalem. Daar leefde ze als boetelinge verkleed als man. Ze overleed in 457 in haar kluizenarij op de Olijfberg.
Haar feest wordt gevierd op 8 oktober. Zij is de patroonheilige van de actrices.